# ETR 500

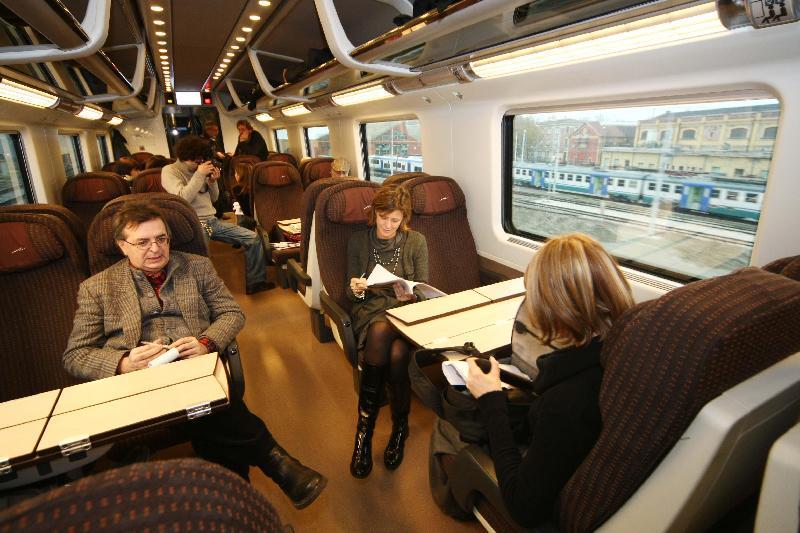
Wnętrze

ETR 500 – pierwszy pociąg dużych prędkości zbudowany we Włoszech. Pierwsze pociągi weszły do eksploatacji w 1993 r. Zostały zaprojektowane pod egidą Ferrovie dello Stato i są eksploatowane przez Trenitalia. Prędkość służbowa wynosi 300 km/h.
W 2011 r. pociągi przeszły przebudowę wnętrz z 2 klas na 4 tzw. poziomy usługowe:
- Executive (wagon 1): 8 pojedynczych skórzanych foteli, z rozkładanym oparciem na plecy oraz na nogi; 6-miejscowa sala konferencyjna wyposażona w 32 calowy ekran. W cenie biletu posiłek podawany bezpośrednio na miejsce oraz obsługa przez cały czas trwania podróży.
- Business (wagony 2-4): 52 fotele w układzie 2+1 ustawione naprzeciwko siebie i oddzielone stolikiem. Wagon 3 jest przystosowany do przewozu osób niepełnosprawnych oraz jest wyposażony w 2 4-osobowe przedziały menadżerskie. W cenie biletu poczęstunek powitalny oraz czasopismo do wyboru (tylko do godz.12).
- Premium (wagon 6): 68 foteli w układzie 2+2 ustawionych naprzeciwko siebie i oddzielonych stolikiem. Jest to połączenie pojemności klasy 2 z usługami klasy 1 (której równy jest poziom Business).
- Standard (wagony 7-11): klasyczne fotele drugiej klasy w układzie 2+2, ustawione jak w wagonie Premium. Wszelkie dodatkowe usługi za opłatą.

Wyposażono je również w Wi-Fi.

## Kursy pociągu
Pociągi ETR500 kursują jako FrecciaRossa („czerwona strzała”) na relacjach:
Turyn-Mediolan/Wenecja-Padwa-Bolonia-Florencja-Rzym-Neapol-Salerno,
Mediolan-Bolonia-Ankona-Bari oraz
Salerno-Neapol-Rzym-Wenecja.

### Czasy podróżowania
Średnie czasy podróży są następujące:
- Rzym – Mediolan ~ 2 h 55 min
- Turyn – Mediolan ~ 43 min
- Mediolan – Bolonia ~ 1 h 05 min
- Bolonia – Florencja ~ 35 min
- Florencja – Rzym ~ 1 h 25 min
- Rzym – Neapol ~ 1 h 10 min
- Neapol – Salerno ~ 35 min
- Mediolan - Bari ~ 6 h 30 min
- Neapol - Wenecja ~ 5 h 10 min